# Ernst Klimt

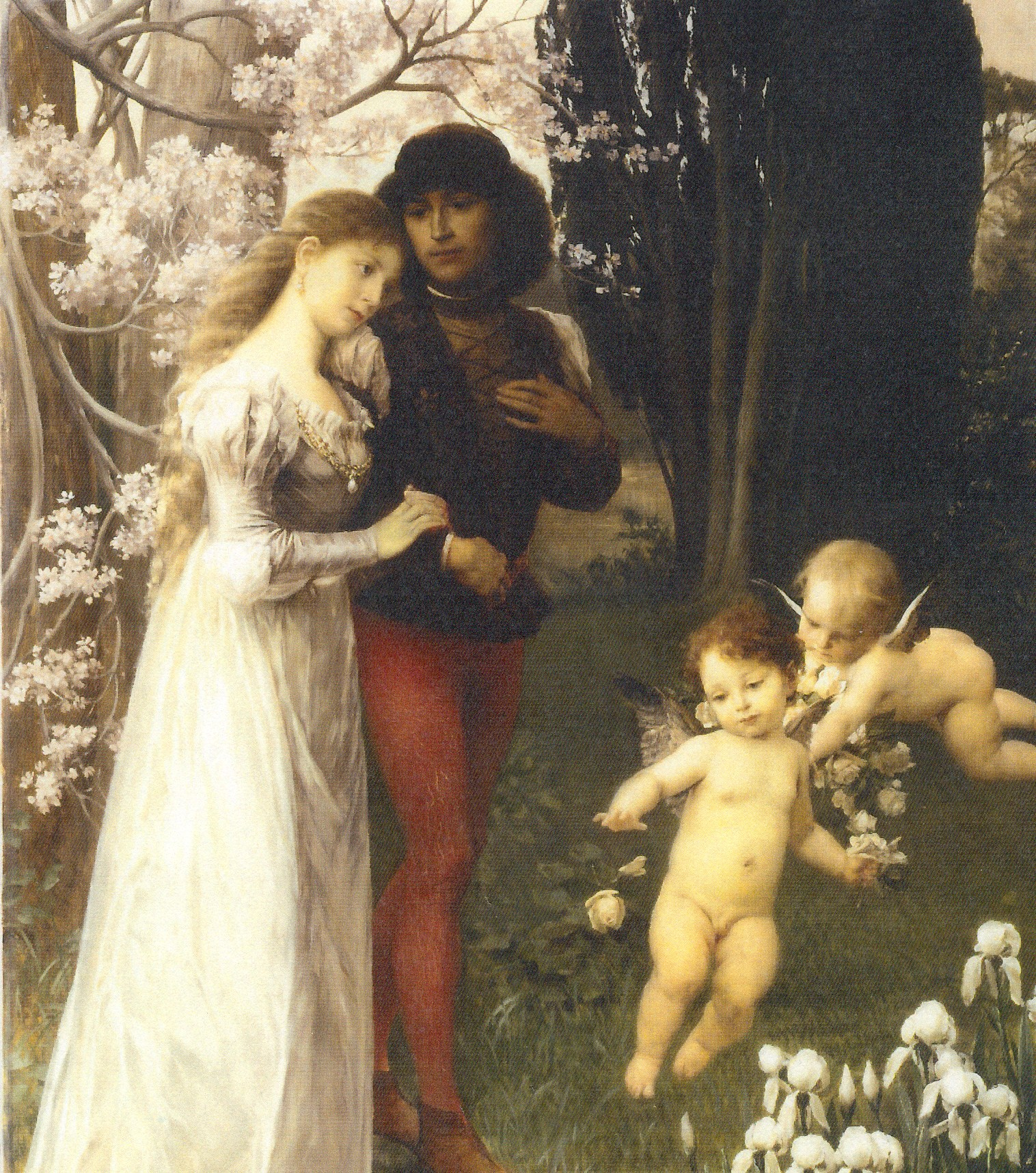
Ernst Klimt: Vor der Hochzeit

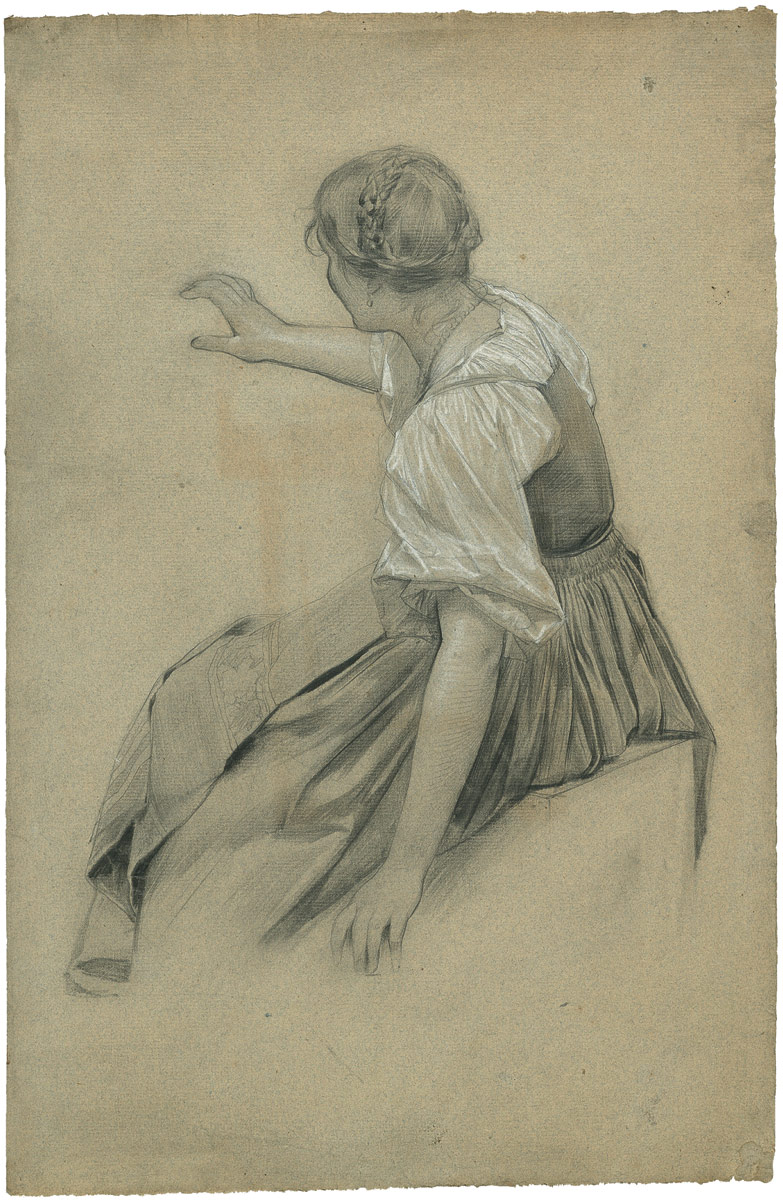
Ernst Klimt: Mädchen im Dirndl, Bleistiftzeichnung, 1886

Ernst Klimt (Baumgarten, Viena, 3 de enero de 1864; † Penzing, Viena, 9 de diciembre de 1892) fue un pintor austríaco. Hermano de Gustav Klimt, falleció a una edad temprana.

## Biografía
Ernst Klimt nació el 3 de enero de 1864 en una familia de artistas. Era el tercero de siete hijos del matrimonio de origen bohemio compuesto por el grabador Ernst Klimt d. Ä. (1834-1892) y Anna Rosalia Klimt, nacida Finster (1836-1915), en lo que entonces era el barrio occidental de Baumgarten (Viena). Pasó una infancia normal en el séptimo distrito de Viena (Burggasse 47), en circunstancias muy modestas.
En 1891 se casó con Helene Flöge, la hermana de un amigo de Gustav Klimt, Emilie Flöge, que pronto dio a luz a una hija, llamada también Helene. En julio de 1892 el padre de Ernst Klimt murió, a los 59 años de edad. Ernst Klimt hijo murió inesperadamente el 9 de diciembre de ese año, de una pericarditis. Gustav Klimt se hizo cargo de la viuda y de su sobrina tras la muerte de su hermano. Además terminó algunos de los cuadros inacabados de su hermano fallecido.
Ernst Klimt fue enterrado en el cementerio Baumgartner. La cruz de la tumba fue diseñada por Gustav Klimt y fabricada por Georg Klimt.

## Trayectoria
Ernst Klimt asistió desde 1877 a la Escuela de Artes Aplicadas del Kunsthistorisches Museum de Viena, museo austríaco de Arte e Industria desde 1876, como su hermano mayor, Gustav Klimt. Ernst y Gustav eran estudiantes de Ferdinand Laufberger (1829-1881), un pintor y decorador de gran prestigio en la Viena de 1870. Su profesor, por ejemplo, facilitó el contacto entre los hermanos Klimt y Hans Makart y ayudó a los dos hermanos a cooperar en la ejecución del desfile en honor de las bodas de plata de la pareja imperial en 1879.
En 1881, los hermanos Klimt fundaron, junto a su amigo Franz Matsch (1861-1942), un compañero de la escuela de arte, una Künstler-Compagnie, una comunidad de estudio que les servirá dos años más tarde para dar el salto a su propio estudio en Viena, en la calle Sandwirtgasse 8 (1888-1890).  Hacia 1891 aparece como dirección del estudio de la Compagnie la calle Josefstädter Straße, 21 (frente al Theater in der Josefstadt). La compañía ha diseñado, entre otras pinturas de cortina y de techo para el teatro en Liberec, Karlovy Vary y 1885 en Fiume, 1885 pintura del techo en Viena Hermes Villa, 1886-1888, los frescos del techo en las dos escaleras del edificio nuevo del Burgtheater y 1891/1892 el Zwickel- y Interkolumnienbilder en el hueco de la escalera del Kunsthistorisches Museum de Viena. Los mayores pedidos de Ernst Klimt incluyen otras cinco pinturas para el techo del castillo Mondsee y del rumano castillo Peleș, en Sinaia (Rumanía).

## Obras
Entre sus obras podemos destacar:
- Vor der Hochzeit, Paar mit Amoretten in Landschaft.
- Tizian and Lavinia, 1886.
- Bildnis eines auf ein Sofa gebetteten Babys mit Spitzenhaube, 1885.
- Stillleben mit Rüstung.
- Bilder im Stiegenhaus des Kunsthistorischen Museums (Viena), 1891.
- Plakatentwurf auf Leinwand: Drei Musen, 1892.